# Cumedak
Cumedak is een bestuurslaag in het regentschap Jember van de provincie Oost-Java, Indonesië. Cumedak telt 7706 inwoners (volkstelling 2010).